# Zimolez tatarský

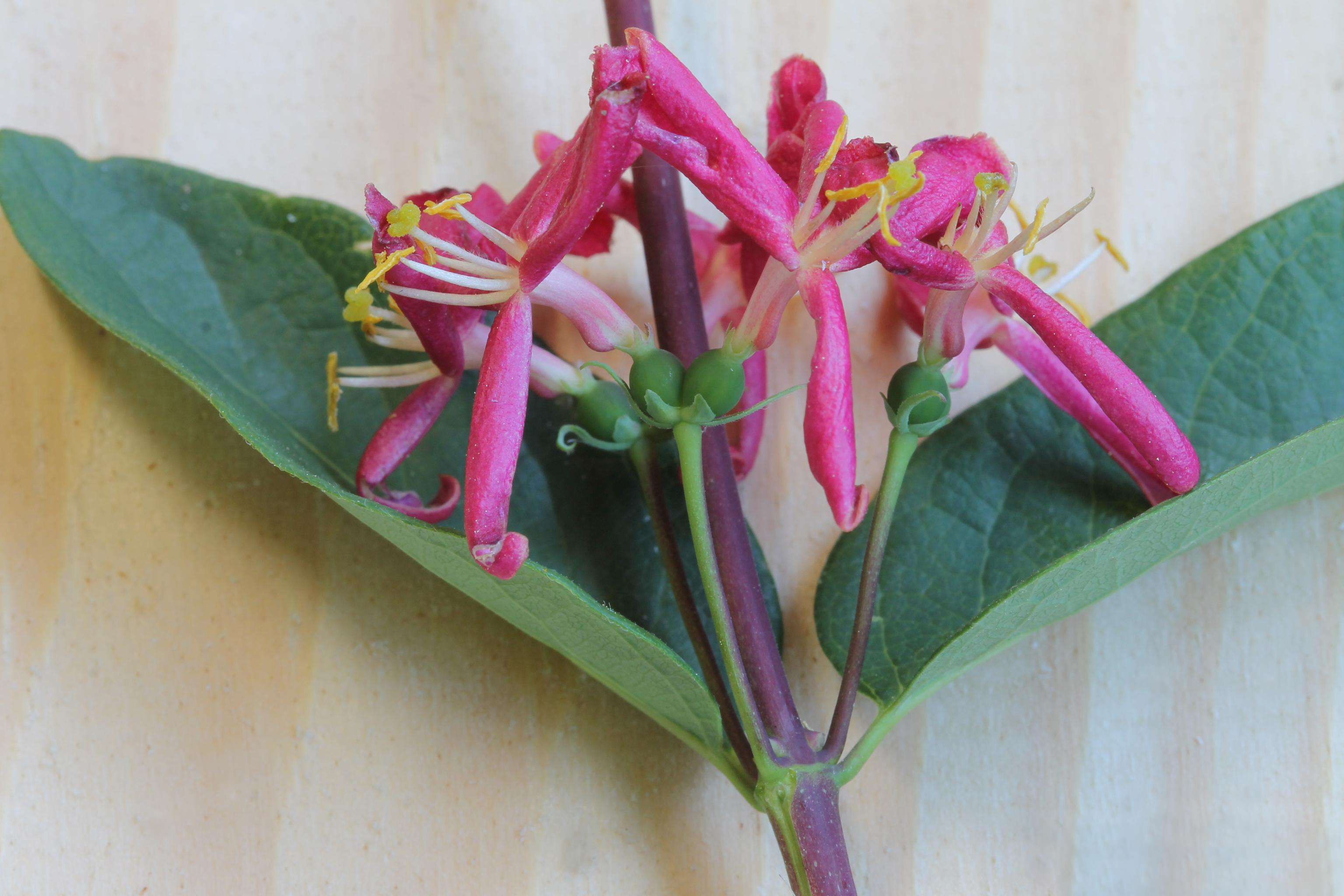
Květenství

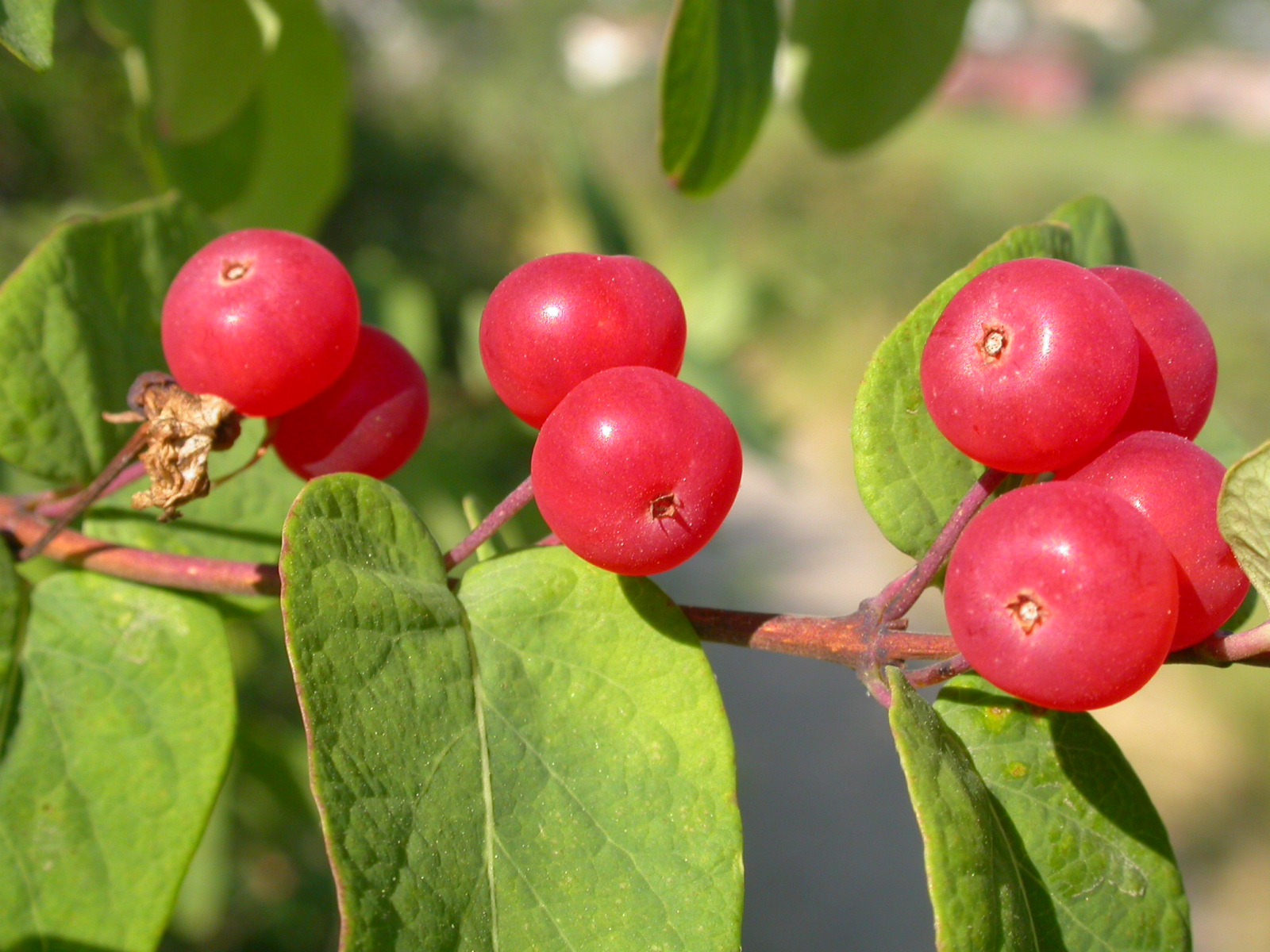
Plody

Zimolez tatarský (Lonicera tatarica) je opadavý, až 3 m vysoký keř pěstovaný pro vonné květy, které mimo potěchy oka poskytují i dobrou pastvu pro včely. Do české přírody, kde je považován za neofyt, byl zavlečen úmyslně; v pražské Královské oboře byl vysázen roku 1835 a následně v roce 1872 byl zjištěn první exemplář rostoucí ve volné přírodě.

## Rozšíření
Za místo původu je pokládána severozápadní čínská provincie Sin-ťiang, středoasijský Kazachstán a Kyrgyzstán, západní Sibiř i evropská část Ruska. Počátkem novověku, po rozšíření vzájemných styků mezi Evropou a Asií, byl přivezen do západní i střední Evropy a následně kolonisty Nového světa byl rozšířen i do Spojených států amerických, kde je dnes v některých státech považován za invazní druh.
V České republice byly dřeviny, hlavně ve středních a severních Čechách, vysázeny do volné přírody a nyní občas rostou po okrajích lesů a v různých světlých listnatých porostech, v křovinách, na zemědělsky neobdělávaných stráních i podél cest různé kategorie. Na obydlených územích jsou místy zasázené v městských parcích, na sídlištích i v příměstských rekreačních oblastech.

## Ekologie
Fanerofyt nenáročný na stanoviště i půdu, roste ve vlhké, suché, písčité, jílovité i kamenité, nejlépe však prospívá ve střídavě suché s dostatkem vápníku. Dobře roste a kvete na plném slunci, snáší i polostín, středoevropským zimám dobře odolává, zvládá i přítomnosti kysličníku siřičitého v ovzduší. Keře se rozmnožují jak semeny, tak i odnožováním, hojně se rozšiřuje podél vodních toků a cest. Jeho potřebná údržba je minimální, dá se tvarovat do živých plotů. Nejčastěji roste v termofytiku a v nižších polohách mezofytika. Kvete v květnu a červnu, plody dozrávají v červenci až září. Ploidie druhu je 2n = 18.
V ČR je nejrozšířenějším okrasným keřem, bylo vyšlechtěno mnoho jeho kultivarů lišících se barvou a velikosti květů, časnosti jarního rašení i mohutnosti vzrůstu. V kulturách se pěstují i jeho kříženci s druhy Lonicera xylosteum, Lonicera korolkovii a Lonicera nigra. V Česku snad žádný volně rostoucí keř není původní druh.

## Popis
Opadavý, vzpřímený, bohatě větvený keř dorůstající do výše 2 až 3 metrů se šedou až hnědou kůrou, která se v pozdějším věku odlupuje v podélných proužcích. Na vzpřímených, lysých, dutých a poměrně křehkých letorostech vyrůstají drobné, vejčité nebo kuželovité zimní pupeny kryté více páry žlutavě hnědých, lehce odstávajících šupin. Listy jsou celistvé, jednoduché, vyrůstají vstřícně, jsou 2 až 8 cm dlouhé, 1,5 až 4,5 cm široké a řapík mají asi 0,5 cm dlouhý. Čepel slabě kožovitého listu je úzce vejčitého až eliptického tvaru, na bázi je uťatá, na vrcholu tupá až špičatá, po obvodě brvitá, na svrchní straně je tmavozelená, na spodní sivozelená a je oboustranně lysá.
Květy jsou intenzivně vonné a vyrůstají ve dvoukvětých vidlanech z úžlabí nejhořejších listů na společné, asi 2 cm dlouhé lysé stopce. Listeny jsou čárkovitě kopinaté a obvykle mírně delší než semeník, listence jsou vejčité a dosahují do půli semeníku. Oboupohlavné, pětičetné květy jsou souměrné, dvoupyské. Drobný srostlý kalich má lysé, pouze 1 mm dlouhé trojúhelníkovité cípy. Koruna dlouhá asi 2 cm je dvoupyská, tmavě růžová, růžová až bělavě žlutá, zevnitř chlupatá a korunní trubku má delší než korunní cípy. Horní pysk koruny se skládá ze čtyř hluboce rozdělených cípů a z nich dva postranní odstávají, dolní pysk je tvořen jediným cípem. V koruně je pět tyčinek s úzkými žlutými prašníky a spodní, dvou či třípouzdrý semeník s chlupatou čnělkou s hlavičkovitou bliznou. Tyčinky i čnělka jsou delší než korunní trubka. Květy poskytují hojně pylu i nektaru a bývají opylovány včelami nebo čmeláky, v Americe i kolibříky.
Plod je kulovitá, šťavnatá bobule asi 7 mm velká, která je ve zralosti tmavě červená nebo oranžová. Obsahuje dvě až tři zploštělá, žlutavá semena průměrně 3 mm velká. Plody visí na 2 cm stopkách na větvích keře dlouho do zimy.

## Význam
Keř se vysazuje jako solitéra i ve skupinkách, někdy tvoří podrost vzrůstnějších dřevin, tvarují se z něj živé ploty. Může sloužit i jako zpevňující dřevina bránící svými hustými mělkými kořeny erozi půdy. Je vhodný pro protihlukové stěny i nízké větrolamy. Zralé bobule jsou oblíbenou potravou pro ptáky a drobné savce, kteří ve svém trusu rozšiřují semena do okolí. Keře poskytují vhodné úkryty pro mnohá zvířata.
Při rozmnožování semeny mívají nové rostliny předem nedefinované vlastnosti, často se blíží k některému rodiči nebo k původnímu druhu. Pro zachování vyšlechtěných vlastnosti se doporučuje vegetativní rozmnožování pomocí dřevitých řízků, které ve vlhké půdě poměrně dobře koření.
Nejčastěji se pěstují tyto kultivary:
- 'Alba' – bílé květy, 'Arnold Red' – tmavě červené květy, 'Grandiflora' – čistě bílé květy, 'Hack Red' – fialově červené květy, 'Louis Leroy' – purpurové bíle lemované květy, 'Rosea' – květy světle růžové, 'Splendens' – velké, růžové květy.[1][3][7][9]